# ایستگاه اصلی پراگ
ایستگاه اصلی پراگ (چکی: Wilsonovo nádraží) یک ایستگاه راه‌آهن در شهر پراگ، جمهوری چک است.
این ایستگاه که در سال ۱۸۷۱ تأسیس شده به راه‌آهن سراسری کشور جمهوری چک و یوروسیتی متصل است.

## نگارخانه

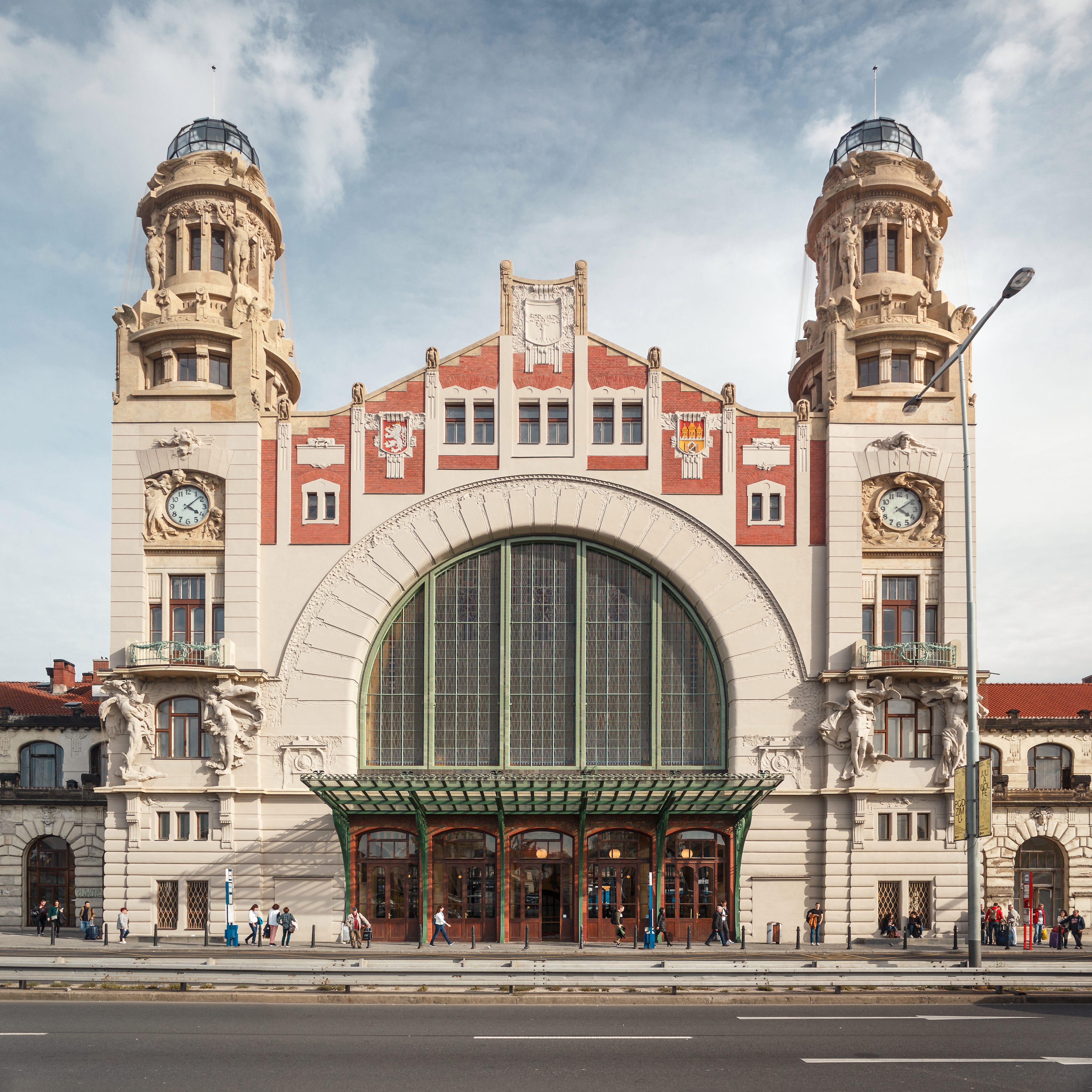
ورودی سابق ایستگاه
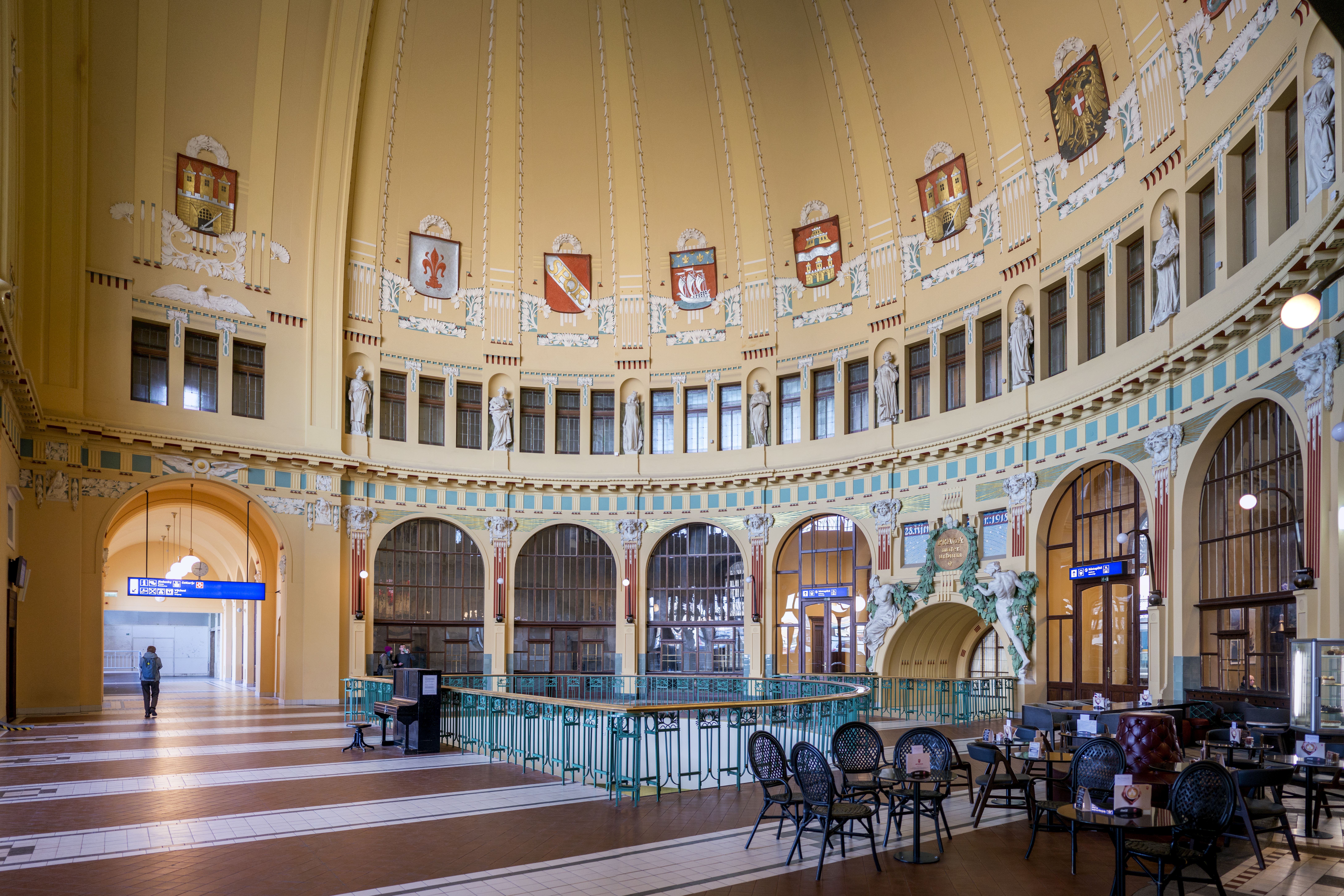
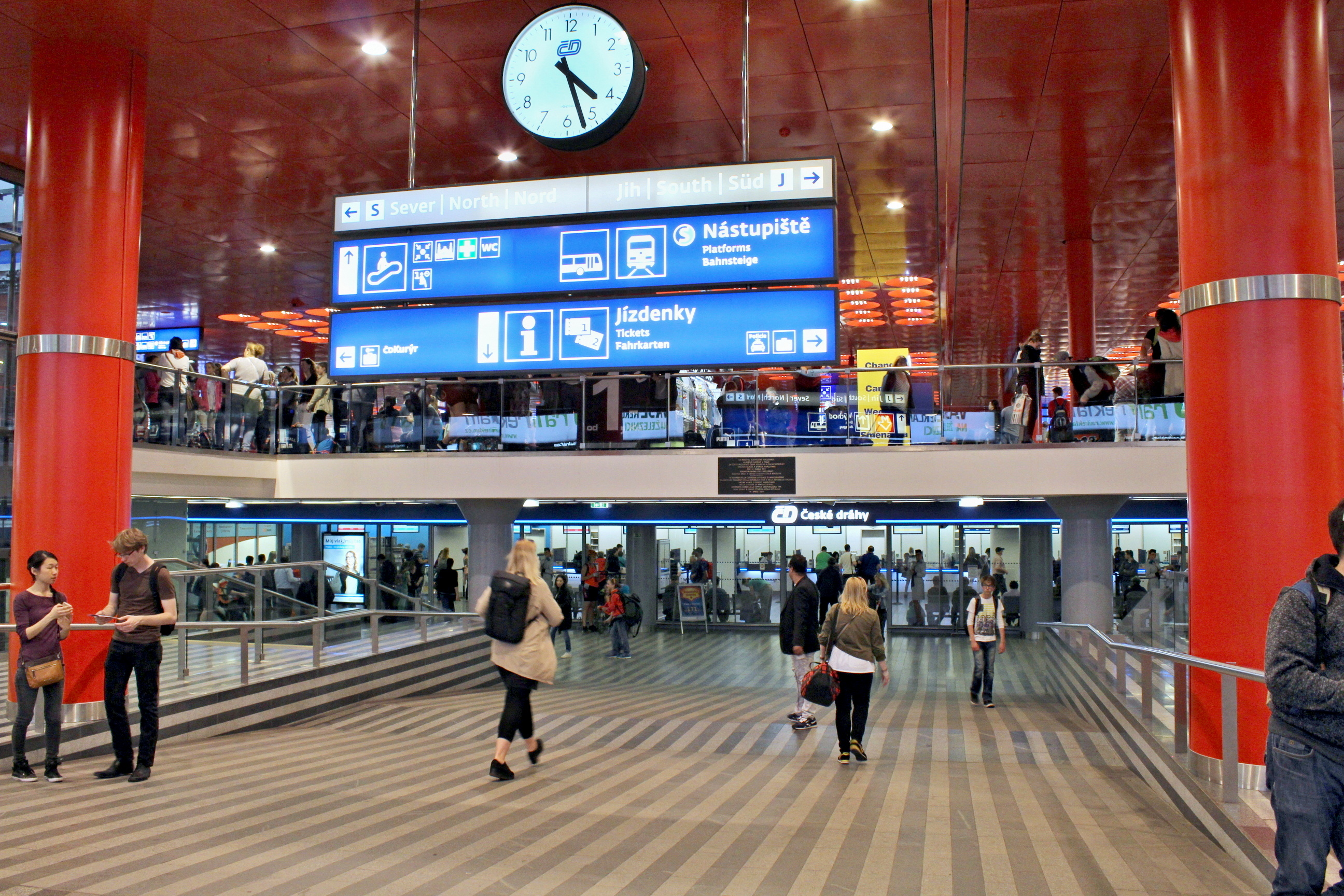
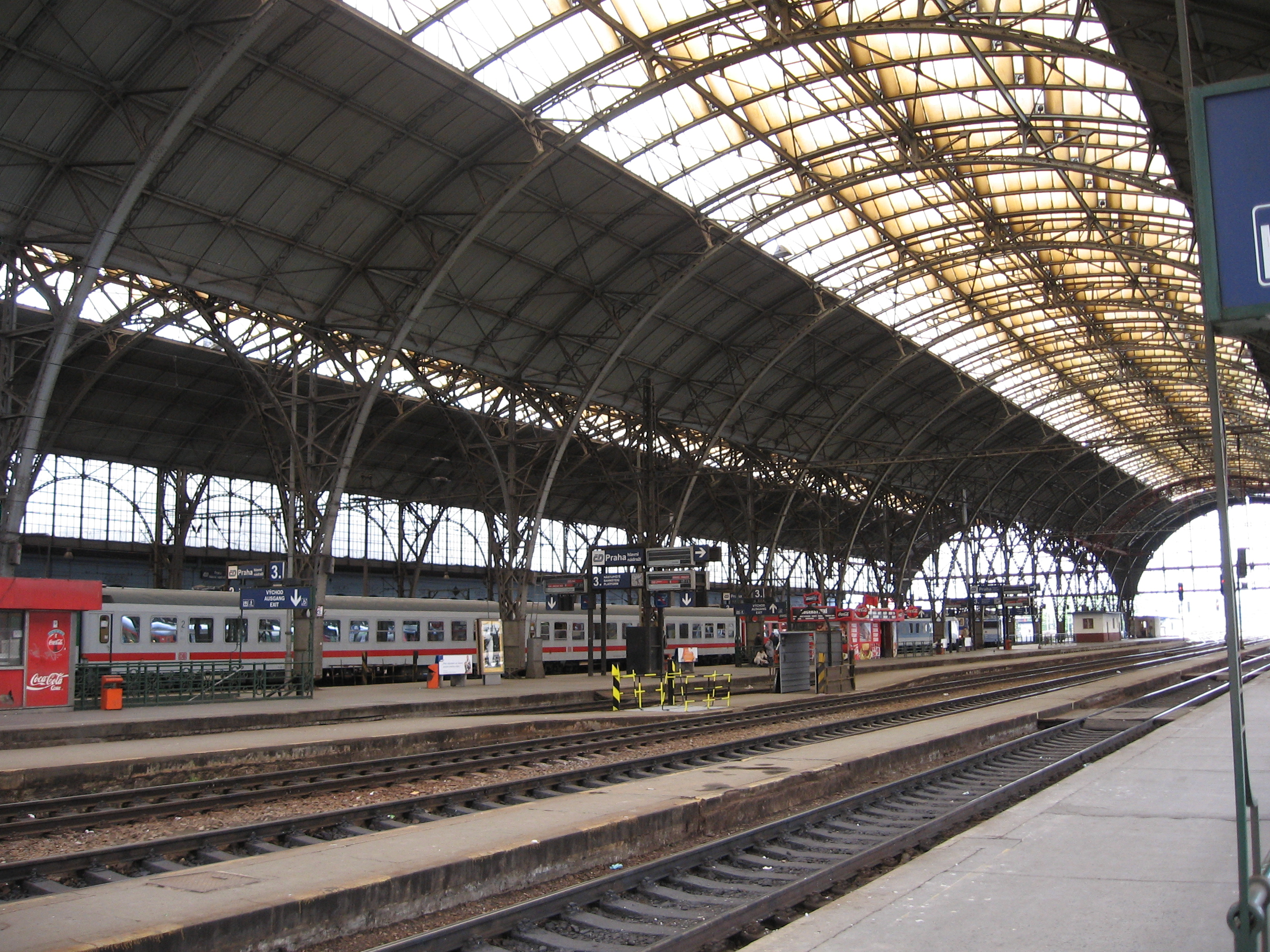